# Catalinia ayreyi
Espèce
Catalinia ayreyi est une espèce de scorpions de la famille des Vaejovidae.

## Distribution
Cette espèce est endémique de Californie aux États-Unis. Elle se rencontre dans le comté d'Orange.

## Description
Le mâle holotype mesure 19,4 mm, les mâles mesurent de 16,88 à 19,4 mm et les femelles de 21,27 à 23,24 mm.

## Étymologie
Cette espèce est nommée en l'honneur de Richard F. Ayrey.

## Publication originale
- Teruel & Myers, 2019 : « A new species of Catalinia Soleglad et al., 2017 (Scorpiones: Vaejovidae) from southern California, USA. » Euscorpius, no 285, p. 1–15 (texte intégral).